# Стародомосейкіно
Стародомосе́йкіно (рос. Стародомосейкино) — село у складі Сєверного району Оренбурзької області, Росія.

## Населення
Населення — 232 особи (2010; 356 у 2002).
Національний склад (станом на 2002 рік):
- мордва — 73 %